# Джек Ричер, или Гость
«Джек Ричер, или Гость» (англ. The Visitor, другие названия — «Поиск вслепую» (англ. Running Blind), «Гость») — роман английского писателя Ли Чайлда, вышедший в 2000 году. Четвёртая книга из серии о бывшем военном полицейском Джеке Ричере.

## Сюжет
В Нью-Йорке бывший военный полицейский Джек Ричер избивает двух рэкетиров, дезинформируя их, что является членом конкурирующей группировки. Возле дома его арестовывают агенты ФБР по подозрению в убийстве двух женщин, проходивших по делам о сексуальных домогательствах в армии. Выяснилось, что они были убиты в последние несколько месяцев, и Ричер попадает под психологический портрет возможного преступника. Джоди Джейкоб, адвокат и возлюбленная Ричера, освобождает Джека и тот возвращается домой.
После третьего убийства, ФБР шантажом заставляет Ричера присоединиться к расследованию. Он и специальный агент Ламарр, страдающая боязнью полётов, едут на машине в Куантико, штат Виргиния Ламарр рассказывает, что все жертвы убиты неизвестным образом и оставлены обнажёнными в  ваннах, наполненных краской. Она боится за свою сводную сестру, которая также находится в списке возможных жертв. В Куантико Ричер знакомится с агентом Лизой Харпер, которая должна всюду сопровождать Джека.
Обманом Ричер связывается с полковником Джоном Трентом в Нью-Джерси и с его помощью получает возможность отлучиться в Нью-Йорк. Там он устраивает войну между преступными группировками и избавляет себя и Джоди от влияния ФБР.
Следующей жертвой становится сводная сестра агента Ламарр. Местных полицейских просят установить наблюдение за оставшимися женщинами из списка. В процессе убийства пятой жертвы появляется Ричер.
Джек возвращается к Джоди, которой предложили работу в Лондоне, и поняв, что им сложно будет подстроиться друг под друга, они расстаются.

## Номинации
- 2001 — Номинация на премию «Барри» за лучший роман в твёрдом переплёте[5]